# Bytom
Bytom (en silesio: Bytōń, en alemán: Beuthen O.S.) es una ciudad situada en el voivodato de Silesia, al sur de Polonia. Forma parte de la Unión Metropolitana de Alta Silesia, junto a otras ciudades próximas como Chorzów y Zabrze.
Es una de las ciudades más antiguas de la región histórica de Alta Silesia, antigua sede de los duques Piastas del Ducado de Bytom. Hasta 1532 estuvo en manos de los Piastas de Silesia, para pertenecer posteriormente a la dinastía Hohenzollern. En 1623 era un Freie Standesherrschaft en manos de la familia Donnersmarck. Entre 1742 a 1945 la ciudad estuvo dentro de las fronteras de Prusia y Alemania, desempeñando un papel importante como centro económico y administrativo de la región industrial local. Hasta el estallido de la Segunda Guerra Mundial, fue el principal centro nacional, social, cultural y editorial que luchaba por preservar de la identidad polaca en Alta Silesia.
Durante la Noche de los cristales rotos en 1938, los nazis incendiaron la sinagoga de Bytom. En 1942, la comunidad judía de Bytom fue liquidada y sus miembros fueron los primeros transportados al campo de concentración de Auschwitz.
Después de la guerra, la República Popular de Polonia presionó por un constante desarrollo de la industria pesada en la zona, degradando profundamente Bytom. Después de 1989 la ciudad experimentó un declive socioeconómico, estando plagada de edificios abandonados y en ruinas. La pobreza sigue siendo abundante en Bytom, y la población ha estado en rápido decrecimiento desde 1999, lo que ha llevado a varios lugareños a describir la ciudad como un pueblo fantasma. Sin embargo, Bytom sigue siendo un lugar importante en el mapa cultural, industrial y de entretenimiento en la región.

## Historia
Bytom es una de las ciudades más antiguas de la alta Silesia, siendo conocida como Bitom en 1136 y como Beuthen en 1450. Recibió derechos de ciudad germánicos en 1254 y creció debido a su localización estratégica. En 1259 fue atacada por los mongoles. 
Bytom perteneció originalmente al Reino de Polonia y convirtió el trono del ducado Eslavo a partir de 1281-1355. Fue administrado por el Reino de Bohemia en 1289. Debido a los colonos alemanes que arribaban al área, la ciudad estaba lentamente germanizada. Pasó a la Monarquía de Habsburgo de Austria en 1526, que aumentó la influencia del de lengua alemana. La ciudad pasó a ser parte del Reino de Prusia en 1742 durante las Guerras de Silesia y parte del Imperio germánico en 1871. En 1945 este fue transferido a Polonia como resultado de la conferencia de Potsdam. Su población alemana fue en gran medida expulsada por los ejércitos polacos y soviéticos y reemplazado por polacos tras el fin de la Segunda Guerra Mundial.
Bytom es en promedio una ciudad posindustrial. Su industria estuvo fuertemente ligada a la explotación minera, tal y como representa su escudo de armas, en donde figura también el águila amarilla en el campo azul, símbolo de Alta Silesia. Sin embargo, en la actualidad la mayoría de sus minas de carbón están cerradas, mientras que los molinos de acero están lentamente deteniéndose. La ciudad está luchando para transferir su perfil de industrial a de servicios. Bytom coopera con dos ciudades con más o menos los mismos problemas: Recklinghausen en Alemania y Butte en Estados Unidos. La ciudad tiene un índice de desempleo considerable.

## Educación
- Escuelas Segundarias
  - I Liceum Ogólnokształcące im. Jana Smolenia
  - II Liceum Ogólnokształcące im. Stefana Żeromskiego
  - IV Liceum Ogólnokształcące im. Bolesława Chrobrego
- Universidades
  - Wyższa Szkoła Ekonomii i Administracji
  - Silesian University Of Technology - Facultad de Transporte

## Cultura
- Opera Śląska (Opera Silesiana) - ul. Moniuszki 21/23
- Muzeum Górnośląskie (Museo de la alta Silesia) - Plac Sobieskiego
- Bytomskie Centrum Kultury (El Centro Cultura de Bytom)

## Deportes
- TMH Polonia Bytom, equipo de hockey sobre hielo
- Polonia Bytom, equipo de fútbol
- Szombierki Bytom, equipo de fútbol